# Rebecca Ward
Rebecca Claire Ward, detta Becca (Grand Junction, 7 febbraio 1990), è una schermitrice statunitense.

## Palmarès
In carriera ha conseguito i seguenti risultati:
- Giochi Olimpici:

Pechino 2008: bronzo nella sciabola a squadre ed individuale.
- Mondiali di scherma

Lipsia 2005: oro nella sciabola a squadre.
Torino 2006: oro nella sciabola individuale ed argento a squadre.
- Campionati Panamericani:

2007: oro nella sciabola individuale.